# 勒穆瓦纳猜想
勒穆瓦纳猜想（英語：Lemoine's conjecture）或稱為李維猜想，是數論中的未解問題之一，其型式類似弱哥德巴赫猜想。其陳述為：
任一大於5的奇數，都可表示成一個質數及偶半質數之和。
若以數學式表示，則對於每一個大於2的整數n，都可以找到相異的質數p和q，滿足以下的方程式：
2n + 1 = p + 2q

## 歷史
此猜想是由Émile Lemoine在1895年提出，但MathWorld誤認為其提出者是1960年代探討此問題Hyman Levy
孙智伟在2008年曾提出類似的猜想：所有大於3的奇數都可以表示為質數和二個連續整數乘積的和（p+x(x+1)）。

## 例子
像奇數47就可以用四種不同方式，表示為質數和半質數的和：
47 = 13 + 2×17 = 37 + 2×5 = 41 + 2×3 = 43 + 2×2.
各數字用質數和半質數的和表示時的方式數量記錄在（OEIS數列A046927）。若勒穆瓦纳猜想成立，此數列在第三項以後，每一項都不為零。

## 證據
根據MathWorld，勒穆瓦纳猜想已由Corbitt確認，在數字小於109時都成立A blog post in June of 2019 additionally claimed to have verified the conjecture up to 1010.。
Agama和Gensel曾在2017年提出證明，但後來就發現其證明有誤,。

## 外部連結
- 埃里克·韦斯坦因. . MathWorld.
- Levy's Conjecture （页面存档备份，存于） by  Jay Warendorff, Wolfram Demonstrations Project.